# Marius Pershad
Marius Pershad (circa 1934/1935) is een Surinaams-Nederlands dammer.

## Biografie
Marius Pershad begon in 1962 met dammen. Hij deed meermaals mee tijdens het Surinaams kampioenschap en werd ten minste in 1964 en 1967 tweede op het toernooi. Op 19 november 1965 speelde hij een verrassende wedstrijd tegen Baba Sy toen hij een remise bij de Senegalese Internationaal Grootmeester afdwong.
Hij speelde verschillende internationale wedstrijden, waaronder het Turkstra-toernooi PFDB in Nederland tegen internationale tegenstanders. Ook ging hij naar het Wereldkampioenschap in 1968 in Bolzano in Italië. De deelname was in die tijd mogelijk voor de winnaar van het nationale kampioenschap. Dat was Lex Mulder en Pershad was tweede. Mulder was echter niet in Suriname geboren en mocht daardoor het land niet internationaal vertegenwoordigen. Pershad speelde op de WK een matig toernooi, met de twaalfde positie als eindresultaat.
In 1973 werd Pershad kampioen van Suriname. In dat jaar speelde hij opnieuw tijdens verschillende internationale toernooien, waaronder het Wereldkampioenschap correspondentiedammen, waar hij in een spelersveld van twintig dammers onderaan de lijst belandde. Tijdens het Suikertoernooi PNHDB belandde hij op een gedeelde negende plaats en tijdens het KSH-damtoernooi werd hij gedeeld vijfde.
Sinds 1974 woont hij in Nederlands. Hij sloot zich aan bij de Haagse damclub RDG. Van 1979 tot 1981 nam hij aan drie edities deel van internationale wedstrijden in Genk in België, evenals op lokaal niveau in Zuid-Holland. Naar hem is de Marius Pershad Bekercompetitie vernoemd.

## Palmares
Hij speelde tijdens de volgende internationale kampioenschappen of bereikte bij de andere wedstrijden de eerste drie plaatsen:
| Jaar | plaats | kampioenschap                        |
| ---- | ------ | ------------------------------------ |
| 1964 | Zilver | Surinaams Kampioenschap              |
| 1967 | Zilver | Surinaams Kampioenschap              |
| 1973 | Goud   | Surinaams Kampioenschap              |
| 1968 | 12e    | Wereldkampioenschap, Bolzano, Italië |
| 1973 | 12e    | KSH-damtoernooi                      |